# Марина Туцакович
Марина Туцакович (на сръбски: Марина Туцаковић) е сръбска текстописка.
Туцакович е нареждана сред най-влиятелните и уважавани текстописци на Балканите, написала повече от 5000 текста за песни.
Преди да се ориентира към фолк музика, си сътрудничи с югославски поп и рок изпълнители като Джей Рамадановски, Сладжана Милошевич, Тоше Проески, Здравко Чолич, Оливър Драгоевич, Оливър Мандич и Зана. През 2000-те и 2010-те тя продължава да си сътрудничи с множество музикални изпълнители от Сърбия, Хърватия, Босна и Херцеговина и Северна Македония. От 1993 г. е текстописец на песните на Светлана Ражнатович, като през годините си сътрудничи с Лепа Брена, Неда Украден, Драгана Миркович и други музикални изпълнители.

## Ранен живот
Марина Туцакович е родена в Белград на 4 ноември 1953 г. Учи в Шеста белградска гимназия. Следва икономика в университет с идеята да работи и като туристически гид.
По онова време започва да се интересува от музика и да пише песни, въпреки че не знае, че „има дарба“ за това. След като завършва университета, започва да работи като секретар в джаз съюз.

## Кариера
На 19-годишна възраст Туцакович започва да пише текстове за песни. Първата успешна песен, която тя пише, е Додирни ми колена на рок групата Зана и вокалистката Зана Нимани, издадена през 1982 г. През 2003 г. е художествен и музикален директор на фестивала Беовизиja заедно с Влада Граич. През 2008 г. е част от съдиите в риалити шоуто "Операциja триjумф", в което участват състезатели от Сърбия, Хърватия, Черна гора, Босна и Херцеговина и Северна Македония. През 2014 г. е член на журито в шоуто "Пинкове звезде", организирано от телевизия Пинк, заедно със Светлана Ражнатович, Мирослав Илич, Харис Джинович и Бора Джорджевич.
Марина Туцакович пише текстовете на сръбските песни за музикалния конкурс „Евровизия“ - Ово jе Балкан (2010), Nije ljubav stvar (2012) и Љубав je svuda (2013).
Повече от 30 години Марина Туцакович си сътрудничи при писането на текстове със своята приятелка Лиляна Йоргованович.

## Личен живот
Тукакович е омъжена за музикалния продуцент и композитор Александър Радулович Фута. Двамата имат двама синове - Милан и Милош. През 2008 г. Марина открива 24-годишния Милош мъртъв в стаята му. След смъртта на сина си тя се появява по-малко в медийното пространство, въпреки че продължи кариерата си. Песента Мишо моj, изпълнена от Ана Николич, издадена през 2013 г., е посветена на починалия ѝ син.
През 2018 г. Тукакович е диагностицирана с рак на гърдата, заради което скоро след това се подлага на операция и химиотерапия. На 14 септември 2021 г. нейният син Милан Радулович споделя с обществеността, че болестта е станала по-напреднала и е метастазирала в черния дроб, белите дробове, мозъка и костите и е потърсил спешна помощ поради влошеното здраве на майка си. След това Тукакович е прехвърлена в болница „Драгиша Мишович“, където е дала положителен тест за коронавирус. Марина Туцакович умира на 19 септември 2021 г. След смъртта ѝ много музикални артисти изразяват скръбта си от загубата. Синът ѝ Милан Радулович умира внезапно, на 36-годишна възраст, в Тел Авив през декември 2022 г.

## Албуми
| Избрано - с Генерация 5 - Ти си само буди довољно далеко (1979) - със Здравко Чолич - Мало пojaчaj радио (1981) - с Булевар - Лош и млад (1981) - Мала ночна паника (1982) - със Светлана Цеца Ражнатович - Шта је то у твојим венама (1993) - Ја још спавам у твојој мајици (1994) - Фатална љубав (1995) - Емотивна луда (1996) - Маскарада (1997) - Цеца 2000 (1999) - Деценија (2001) - Горе од љубави (2004) - London Mix (2005) - Идеално лоша (2006) - Љубав живи (2011) - Ц-клуб (2012) - Позив (2013) - Аутограм (2016) - с Индира Радич - Поцърнела бурма (2002) - Змаj (2003) - Исток, север, југ и запад (2011) - с Мая Берович - Живот уживо (2007) - Опасне воде (2014) - с Jелена Карлеуша - Гили, гили (1999) - Самo зa твoje очи (2002) - Дива (2012) | - с Тоше Проески - Ако ме погледнеш во очи (2002) - с Ана Николич - Jaнуар (2003) - Девоjка од чоколаде (2006) - със Сека Алексич - Дођи и узми ме (2005) - Случаjни партниери (2010) - Лом (2012) - с Лепа Брена - Уђи слободно (2008) - Зачарани круг (2011) - с Гога Секулич - Гога Секулич 2008 (2008) - със Северина Вучкович - Здраво Мариjo (2008) - с Милан Станкович - Ово je Балкан (2010) - с Наташа Беквалач - Стерео љубав (2006) - Љубав, вера, нада (2009) - Не ваљам (2010) - Позитивна (2012) - с Желко Йоксимович - Ниje љубав ствар (2012) - с Дениал Ахметович - Нема лубави док je Босна не роди (2013) |